# Rhodobryum keniae
Rhodobryum keniae är en bladmossart som beskrevs av Brotherus 1904. Rhodobryum keniae ingår i släktet rosmossor, och familjen Bryaceae. Inga underarter finns listade i Catalogue of Life.